# Niger az 1968. évi nyári olimpiai játékokon
Niger a mexikói Mexikóvárosban megrendezett 1968. évi nyári olimpiai játékok egyik részt vevő nemzete volt. Az országot az olimpián 1 sportágban 2 sportoló képviselte, akik érmet nem szereztek.

## Ökölvívás
| Versenyző     | Versenyszám  | Selejtező                 | 32-es főtábla           | Nyolcaddöntő                 | Negyeddöntő       | Elődöntő          | Döntő             | Helyezés |
| Versenyző     | Versenyszám  | Ellenfél Eredmény         | Ellenfél Eredmény       | Ellenfél Eredmény            | Ellenfél Eredmény | Ellenfél Eredmény | Ellenfél Eredmény | Helyezés |
| ------------- | ------------ | ------------------------- | ----------------------- | ---------------------------- | ----------------- | ----------------- | ----------------- | -------- |
| Dary Dasuda   | Harmatsúly   | Sulley Shittu (GHA) · 1-4 | kiesett                 | kiesett                      | kiesett           | kiesett           | kiesett           | 33.      |
| Issaka Daboré | Kisváltósúly | erőnyerő                  | Isaac Marin (CRC) · 0-5 | Jevgenyij Frolov (URS) · 1-4 | kiesett           | kiesett           | kiesett           | 9.       |